# Stemonosudis gracilis
Stemonosudis gracilis е вид лъчеперка от семейство Paralepididae. Видът не е застрашен от изчезване.

## Разпространение и местообитание
Разпространен е в Австралия, Белиз, Венецуела, Гана, Гвиана, Гвинея, Гвинея-Бисау, Доминиканска република, Индия, Индонезия, Кения, Кот д'Ивоар, Куба, Либерия, Мавриций, Мадагаскар, Малайзия, Мексико, Мозамбик, Никарагуа, Нова Каледония, Папуа Нова Гвинея, Сейшели, Сенегал, Сиера Леоне, Соломонови острови, Сомалия, Суринам, Танзания, Филипини, Френска Гвиана, Хаити, Хондурас, Шри Ланка и Южна Африка.
Обитава океани и морета в райони с тропически климат. Среща се на дълбочина от 150 до 500 m, при температура на водата от 10,8 до 19 °C и соленост 35,4 – 36,6 ‰.

## Описание
На дължина достигат до 9,9 cm.